# Meillac
Meillac is een gemeente in het Franse departement Ille-et-Vilaine (regio Bretagne). De plaats maakt deel uit van het arrondissement Saint-Malo. Meillac telde op 1 januari 2022 1.975 inwoners.

## Geografie
De oppervlakte van Meillac bedroeg op 1 januari 2022 32,21 vierkante kilometer; de bevolkingsdichtheid was toen 61,3 inwoners per km².

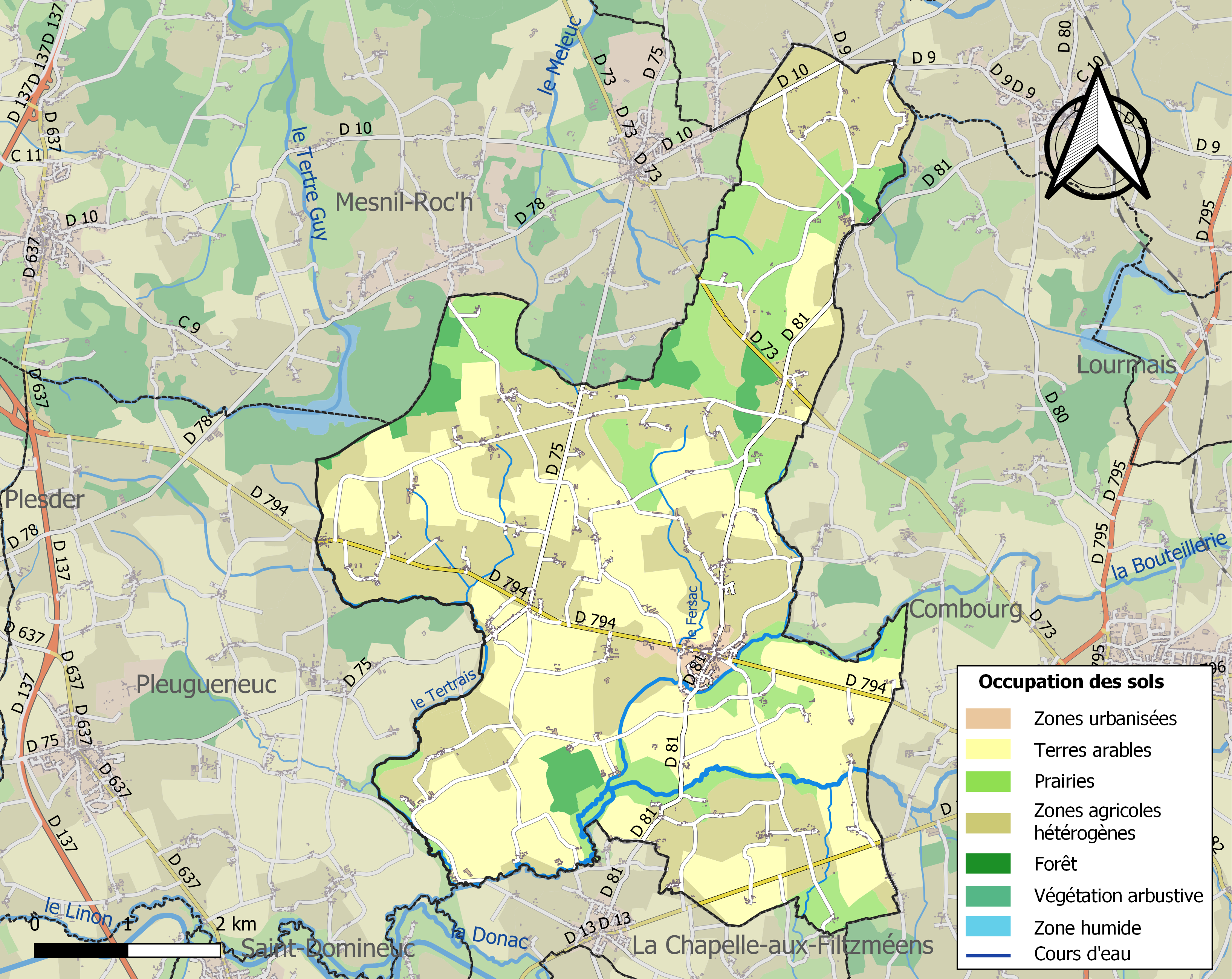
Kaart van de gemeente met belangrijkste infrastructuur, bodemgebruik en omliggende gemeenten

## Demografie
Onderstaande figuur toont het verloop van het inwonertal (bron: INSEE-tellingen).